# Edward Rymar

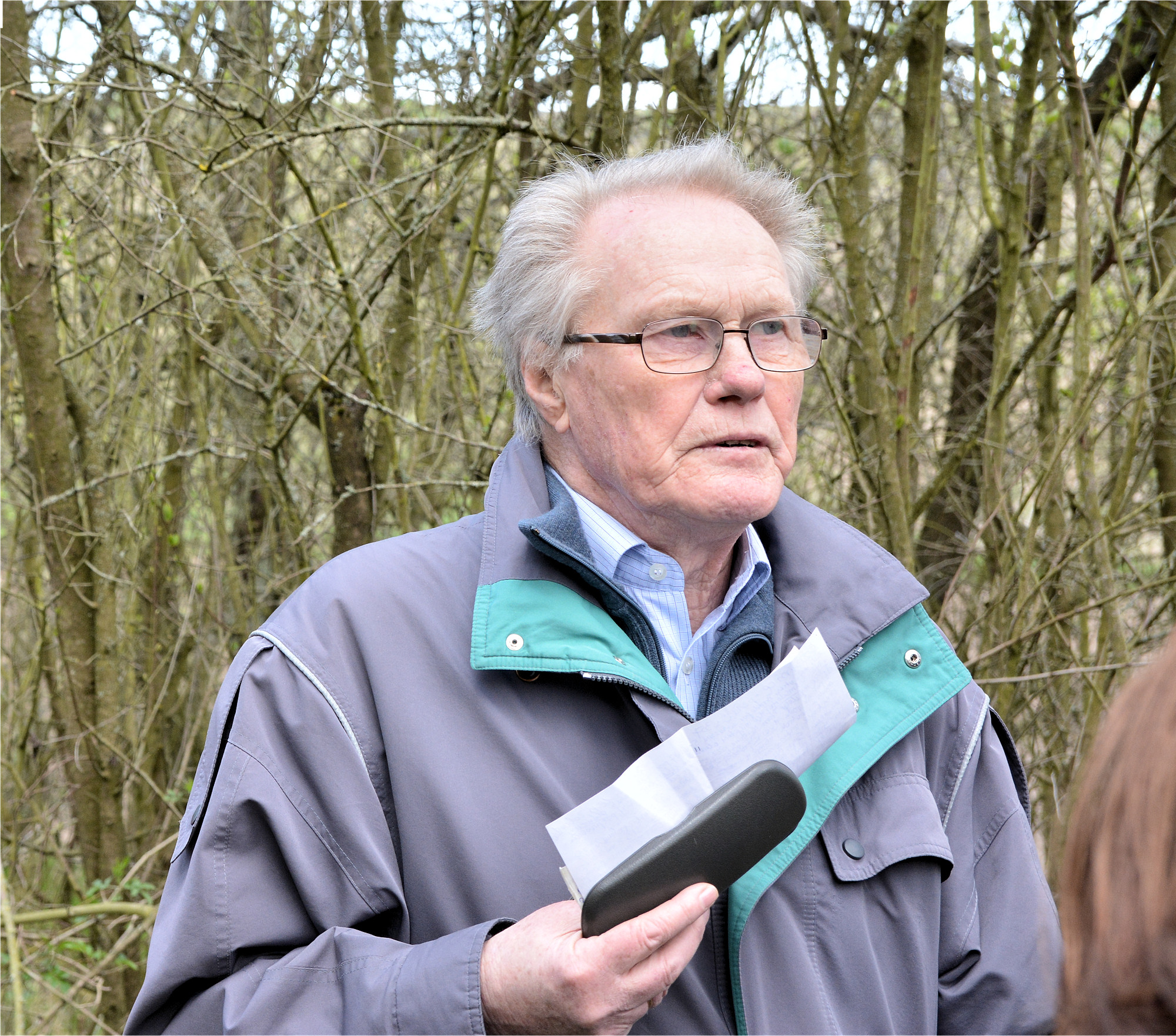
Edward Rymar – polnischer Historiker

Edward Rymar (* 28. Dezember  1936 in Haczów) ist ein polnischer Historiker und Mediävist mit Forschungsschwerpunkt der Geschichte der Neumark und Pommerns sowie der Genealogie der Dynasten.

## Leben
Rymar studierte Geschichte an der Jagiellonen-Universität in Krakau. Dieses Studium beschloss er mit einer Masterarbeit zur Entstehung und Entwicklung der Stadt Pyritz. Seit 1964 arbeitete er auf der Adam-Mickiewicz-Universität Posen mit Gerard Labuda. 1976 erfolgte seine Promotion, 1996 habilitierte an der Universität Danzig und erhielt 2004 ebd. den Titel Professor der Geisteswissenschaften. Seit 1997 war er außerordentlicher Professor am Institut für Geschichte und Internationale Beziehungen an der Universität Stettin.
In den Jahren 1958 bis 1997 war er der Leiter des Bezirks- und Stadtbibliothek in Pyritz und etablierte ebd. ein Regionalmuseum. 1964 bis 1968 und noch einmal 1990 bis 1994 war er Ratsmitglied des Stadtrates in Pyritz. 1995–1998 war ein Ratsmitglied des Bezirksrats Pyrzyce. Seit 1994 ist Rymar Redakteur einer Pyritzer Lokalzeitung, der er bereits seit 1991 Beiträge beisteuert.

## Auszeichnungen
- Verdienstkreuz der Republik Polen in Bronze, Silber und Gold
- Ritterkreuz des Orden Polonia Restituta
- Stolema Medaille (1997)
- Zygmunt Gloger Medaille
- Ehrenbürger von Pyritz

## Werke
- Rodowód książąt pomorskich. (deutsch Genealogie der Herzöge von Pommern.) 2 Bände, Szczecin 1995; 2. Auflage in einem Band, Szczecin 2005